# Raudy Read
Pour les articles homonymes, voir Read.
 (septembre 2017).
Raudy Miguel Read Placencia (né le 29 octobre 1993 dans la ville de San José de Ocoa en République dominicaine) est un ancien receveur de la Ligue majeure de baseball.

## Carrière
Raudy Read signe son premier contrat professionnel en janvier 2011 avec les Nationals de Washington.
Il fait ses débuts dans le baseball majeur le 3 septembre 2017 avec Washington.